# Stanisław Owca
Stanisław Owca (ur. 8 maja 1967 w Krakowie) – piłkarz i trener piłkarski.

## Kariera
W 1980 debiutował w trzecioligowym Wawelu. W 1985 przeniósł się do Cracovii. Debiutował w meczu ze Stalą Rzeszów. Grał tam aż do 1992 roku, kiedy to przeniósł się do drugoligowych Sokolich Pniew. Drużyna awansowała, ale Owca w 1993 przeniósł się do Warty Poznań, gdzie debiutował w I lidze. Pierwszy gol zdobył w meczu z Pogonią Szczecin. W Warcie zagrał 30 meczów i zdobył 4 gole.
W 1994 wrócił do Krakowa i dołączył do składu Wisły Kraków, która spadła do II ligi. Owca złamał nogę i chorował na żółtaczkę, którą zaraził się w szpitalu. Wisła Kraków awansowała z powrotem do I ligi. Owca rozegrał w niej 14 spotkań.
W 1998 grał w Dalinie. W tym samym roku jednak odszedł, gdyż postanowił zostać trenerem czwartoligowej Sparty w Kazimierzy Wielkiej.
W Stanach Zjednoczonych występował w S.C. Vistula Garfield New Jersey, zdobywając mistrzostwo w amatorskiej lidze NJSA.
Po powrocie do kraju trenował Radziszowiankę, z którą awansował do V ligi. Trenował też zespół juniorów starszych ekstraklasy.